# Фёдоров, Герман Васильевич
Герман Васильевич Фёдоров (1886—1976) — советский художник и педагог.
Был членом художественных объединений «Бубновый валет» (1911—1917 годы), «Мир искусства» (1917—1921 годы), АХРР (1924—1928 годы), ОМХ (1928—1932 годы) и участником их выставок. Преподавал во ВХУТЕМАСе/ВХУТЕИНе.

## Биография
Родился в 1886 году (по другим данным в 1885 году) в Москве.
В 1902—1904 годах учился в художественно-промышленном училище им. С. Г. Строганова, затем в школе-студии И. И. Машкова. В 1905 году поступил в Московский институт живописи, ваяния и зодчества, который окончил в 1911 году. В период Первой мировой войны продолжал заниматься живописью и преподавал в художественных студиях и школах Москвы.
С 1918 году был ассистентом П. П. Кончаловского (который написал портрет Фёдорова) в Государственных свободных художественных мастерских, профессор — с 1926 года, затем — продекан основного отделения живописного факультета ВХУТЕМАСа. Также преподавал в других вузах. Занимался станковой и монументальной живописью, писал пейзажи, натюрморты, портреты.
С 1922 года писал тематические картины на индустриальные темы СССР, в частности в 1929 году был командирован сектором искусств Наркомпроса РСФСР в Новороссийск для работы над такой темой, вылившейся в картину «Ремонт порта и элеватора в Новороссийске» (1929 год).
Умер в 1976 году в Москве.

### Труды
Работы художника находятся в музеях России, в частности, в Государственном Русском музее («Бахчисарай», 1917), в Чувашском государственном художественном музее, музеях Краснодара и Челябинска.